# Toon Disney (España)
Toon Disney fue un canal de televisión por suscripción español de origen estadounidense , propiedad de la compañía The Walt Disney Company Iberia que transmitía mayoritariamente series animadas infantiles y juveniles. El canal fue un spin-off de Disney Channel, transmitiendo 24 horas de series animadas. Estuvo enfocado a niños entre 2 y 11 años de edad.
El 1 de julio de 2008, se sustituyó Toon Disney, por Disney Cinemagic.

## Historia del canal
Toon Disney debutó el 16 de noviembre de 2001 con Playhouse Disney y Disney channel +1 en Canal Satélite Digital.
Toon Disney y los otros canales Disney eran incorporados a Wanadoo en septiembre de 2006.